# 二宮優
二宮 優（にのみや ゆう、1980年8月29日 - ）は、埼玉県出身の元グラビアアイドル。 身長：161cm、体重：46kg、B：88cm、W：59cm、H：87cm。 血液型：B型。 旧所属芸能事務所は「ブローイングプロダクション」。

## 来歴
2003年に芸能界デビュー。
後にタイ古式マッサージのセラピストの資格を取得し、2005年12月2日、六本木にタイ古式マッサージ店「Lotus」をオープンしたが、数年で閉店。 2005年10月10日から12月10日までは、「二宮優 癒し系サロンオープンへの道」と題したブログもわずかながら綴っていた。

## 人物
- 趣味 - 旅行、スクーバダイビング
- 特技 - 船の操縦（4級小型船舶免許取得）

## 主な出演作品

### バラエティ番組
- 秋葉な連中 （2003年、テレビ東京）
- 伝説のマダム （日本テレビ）
- 品川庄司の秋葉☆りむじん （テレビ東京）

### Vシネマ
- 頭狂23区外 〜ユルセヌ〜 （2003年10月23日、オルスタックピクチャーズ） - 主演
- 殺しの掟（2005年） - サオリ(佐倉凶介の妹) 役

### WEB
- ハッピーグルメ!（GYAO!）

## リリース作品

### DVD
1. erotique 〜恋愛妄想〜 （2003年7月25日、日本メディアサプライ）
2. Make My Day （2003年11月25日、GPミュージアム）
3. Se-女!B （2004年2月25日、GPミュージアム）
4. Anniversary （2004年4月25日、ビーエムドットスリー）
5. SILKY COLLECTION Se-女!2 （2004年7月23日、フォーサイド・ドット・コム）

## 書籍

### 写真集
- SUNDAY （2003年6月、双葉社）
- MISSING （2003年11月、ぶんか社）
- CHINGCAME GOLDEN BEST! （2011年8月、宝島社）

### ムック
- 本当にデカいHカップなDVDオイルショックガールズ （2003年10月、メディア・クライス、DVD付）
- Love Junky （KAORIとの共演掲載、2004年5月、小学館、DVD付）

### 雑誌
- ウォーB組 （2003年7月号）
- おとなの特選街 （2003年11月号、KKベストセラーズ、3頁）